# Sinophorus fuscicarpus
Sinophorus fuscicarpus är en stekelart som först beskrevs av Thomson 1887.  Sinophorus fuscicarpus ingår i släktet Sinophorus och familjen brokparasitsteklar. Arten är reproducerande i Sverige. Inga underarter finns listade i Catalogue of Life.